# Kenji Tochio
Kenji Tochio, född 26 maj 1941 i Japan, är en japansk tidigare fotbollsspelare.